# American Television
Pistes de Ripe
Love Me Like The World Is Ending Birds and Bees
American Television est une chanson du chanteur australien Ben Lee, sortie le 18 septembre 2007. Il s'agit de la deuxième piste de l'album Ripe sorti à cette même date.
Le clip vidéo met en scène Ben Lee et Tiffani Thiessen dans différentes situations, qui rappellent immédiatement les séries télévisées américaines. Entre autres, on voit apparaître les scènes de séries se déroulant dans un tribunal et dans un hôpital. Ben Lee chante alors qu'en arrière-plan on voit défiler des images qui font directement allusion au générique de la série Sauvés par le gong, dans laquelle a joué Tiffani Thiessen. Ce clip a été produit par Ken Franchi et réalisé par Todd Strauss Schulson.